# Luís García
Luís García (nascido em 16 de março de 1923) foi um atleta português. Ele competiu no triplo salto masculino nos Jogos Olímpicos de Verão de 1948.